# Nephodia inversa
Nephodia inversa är en fjärilsart som beskrevs av Paul Dognin 1914. Nephodia inversa ingår i släktet Nephodia och familjen mätare. Inga underarter finns listade i Catalogue of Life.